# Life in the Fast Lane
»Life in the Fast Lane« je skladba, ki so jo napisali Joe Walsh, Glenn Frey in Don Henley, posnela pa skupina Eagles. Skladba je izšla na njihovem albumu Hotel California kot tretji singl in se uvrstila na 11. mesto lestvice Billboard Hot 100.

## Vsebina
Besedilo govori o paru, ki ga je zaradi pretiran življenjski slog pognal na rob. V nekem intervjuju je Glenn Frey dejal, da se je naslova skladbe spomnil nekega dne, ko se je vozil po avtocesti z dilerjem, znanim kot »The Count«. Frey je dilerju dejal, naj upočasni, ta pa mu je odvrnil »What do you mean? It's life in the fast lane!« (Kaj misliš? To je življenje na prehitevalnem pasu!) V istem intervjuju je Frey pojasnil, da je glavni riff skladbe pogosto igral Walsh na vajah skupine, drugi člani skupine pa so mu rekli, naj si zapomni riff. Don Henley je dejal, da se je skladba razvila iz uvodnega kitarskega riffa: »Nekega dne je Walsh na vaji zaigral ta riff, jaz pa sem rekel 'Kaj je to? Ugotoviti moramo kako iz tega ustvariti skladbo.« Henley in Frey sta nato napisala besedilo.

## Kritični sprejem
Leta 2016 so uredniki revije Rolling Stone skladbo ocenili kot 8. najboljšo skladbo skupine Eagles.

## Zasedba
- Don Henley: solo vokal, bobni
- Glenn Frey: Clavinet, spremljevalni vokal
- Joe Walsh: solo kitara, ritem kitara
- Don Felder: solo kitara, ritem kitara
- Randy Meisner: bas kitara, spremljevalni vokal

## Priredbe
Garth Brooks je skladbo posnel in je izšla na kompilacijskem albumu Blame It All on My Roots: Five Decades of Influences.
Kitarist Eaglesov, Joe Walsh izvaja skladbo na svojih solo turnejah.
Leta 2007 je Jill Johnson posnela skladbo za svoj album Music Row.
Skladba »Livin' It Up« z albuma Chocolate Starfish and the Hot Dog Flavored Water skupine Limp Bizkit, vsebuje frazo life in the fast lane. Frey, Henley in Walsh so na ovitku omenjeni kot avtorji besedila.
Naslov skladbe je bil inspiracija za epizodo »Life on the Fast Lane«, iz prve sezone TV serije Simpsonovi.
Rascal Flatts in Cariie Underwood sta zapela skladbo na podelitvi grammyjev leta 2007.
Skladba je bila uporabljena kot soundtrack za vlakec smrti Eagles-Life in the Fast Lane, ki so ga odprli v Hard Rock Parku maja 2008. Ponovno je bil vlakec odprt 23. maja 2009 kot The Iron Horse.
Skladba je bila uporabljena v filmu FM, leta 1978.
V filmu Fast Times at Ridgemont High, igra skupina to skladbo na maturantskem plesu.
Skladba je uporabljena tudi v video igri Guitar Hero World Tour.
Country skupina Williams Riley je 23. avgusta 2010 izdala svojo verzijo skladbe.
Superskupina Metal Allegiance je izdala svojo verzijo skladbe z Alisso White-Gluz na glavnem vokalu.

## Lestvice
| Lestvica (1977)                 | Mesto |
| ------------------------------- | ----- |
| US Billboard Hot 100            | 11    |
| Canadian RPM Top Singles        | 12    |
| Canadian RPM Adult Contemporary | 41    |